# Ulica św. Antoniego we Wrocławiu

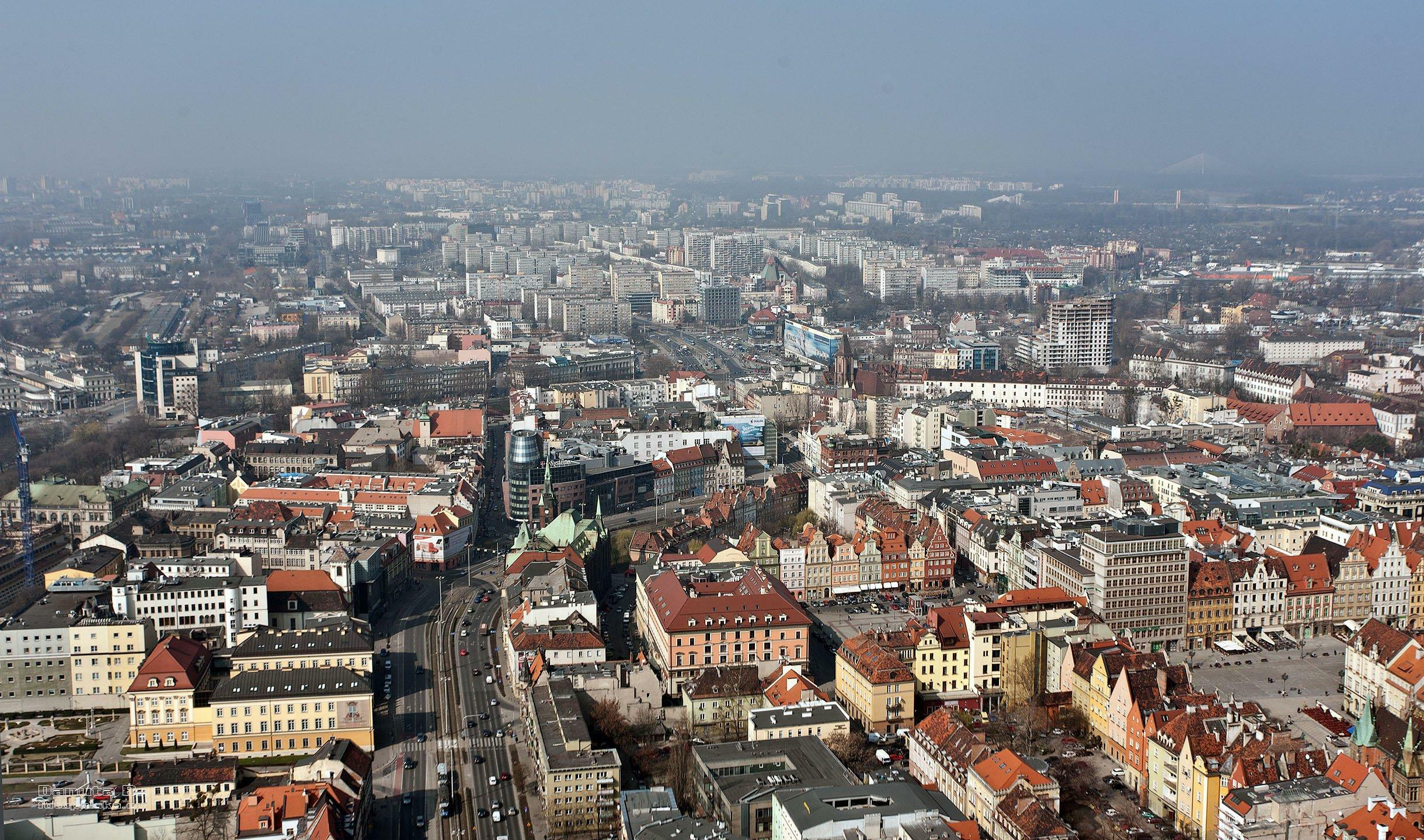
Ulica Kazimierza Wielkiego i dalej św. Antoniego

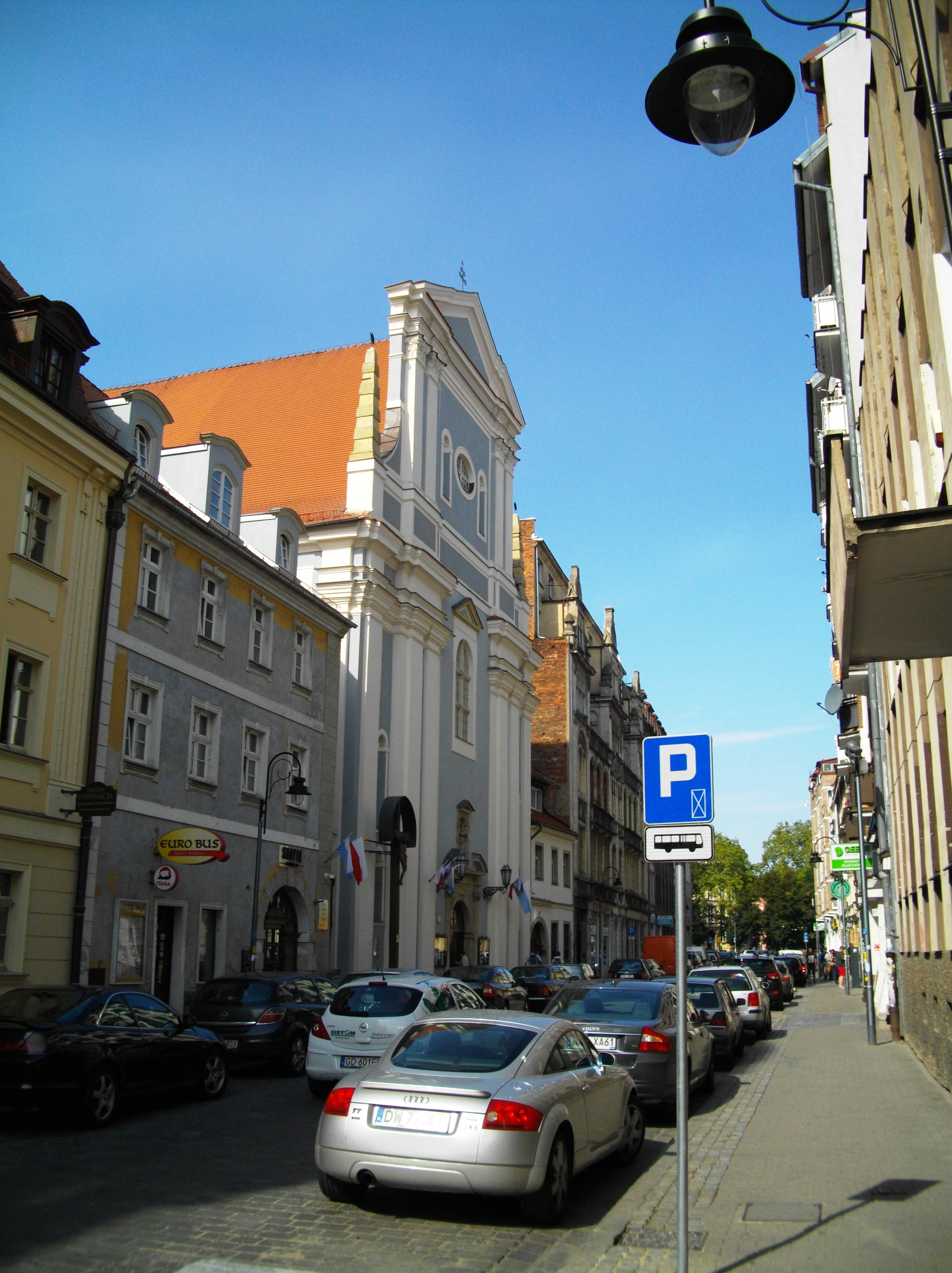
Ulica św. Antoniego, kościół

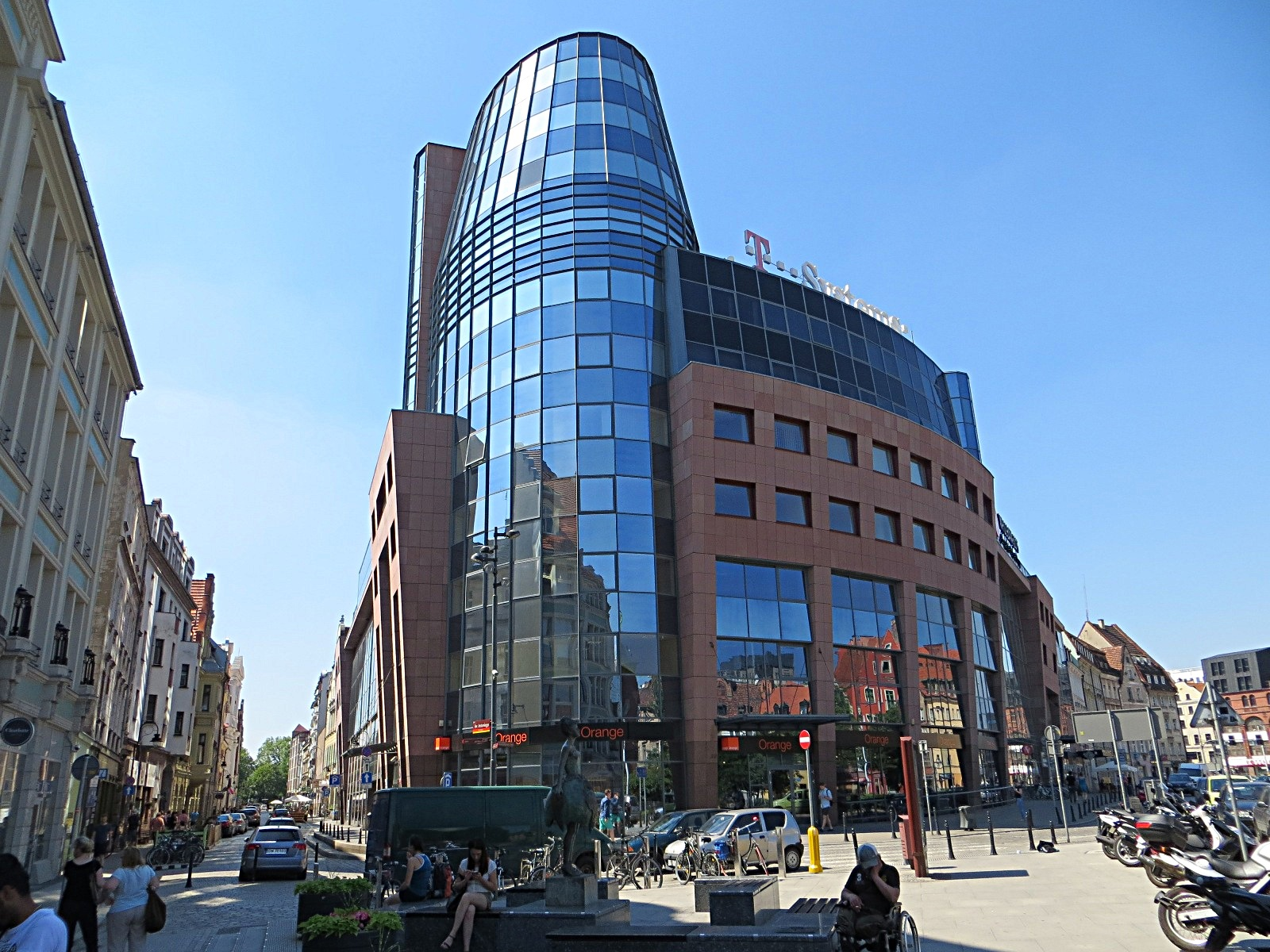
Początek ulicy, Wratislavia Tower

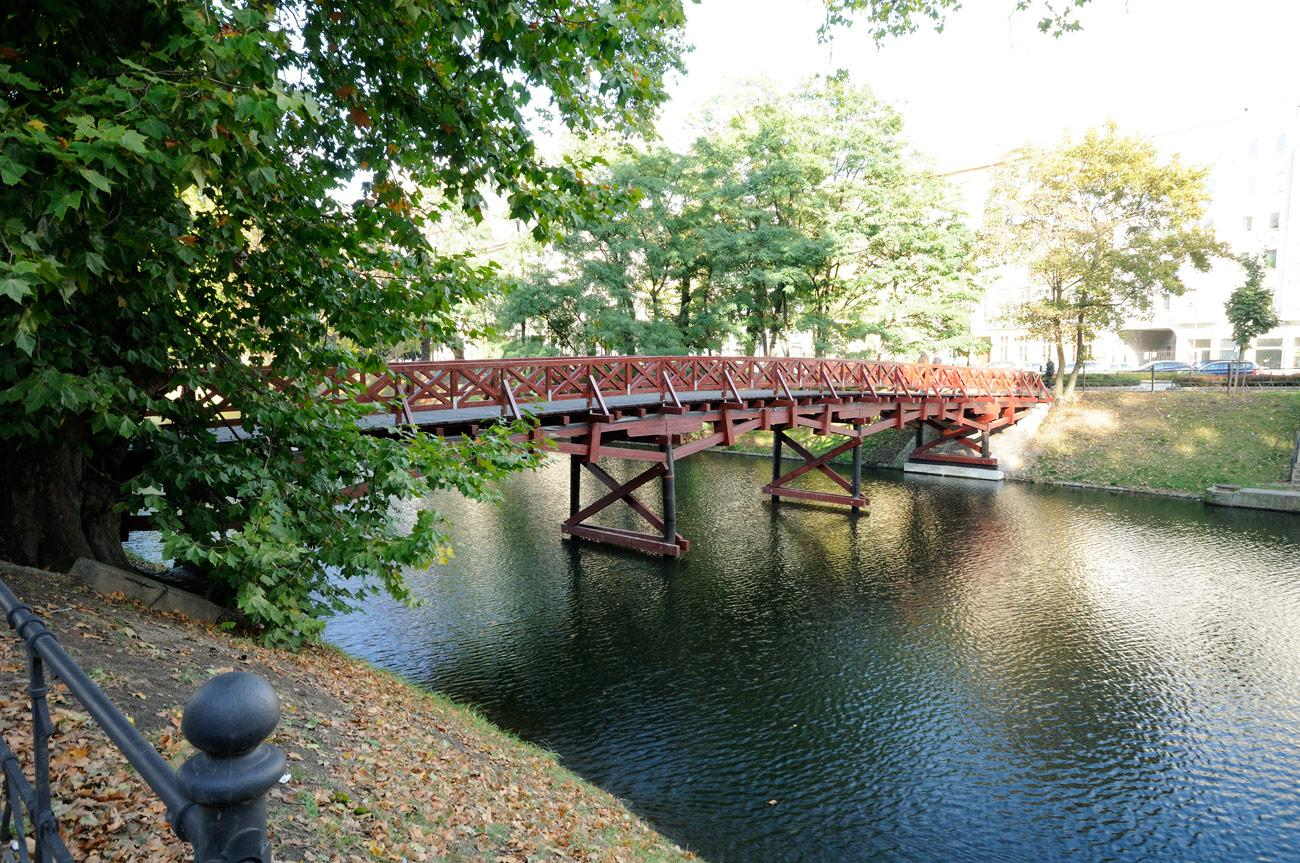
Kładka św. Antoniego

Ulica św. Antoniego – ulica położona we Wrocławiu na Starym Mieście. Łączy ulicę Kazimierza Wielkiego z ulicą Pawła Włodkowica. Ma 289 m długości. Przy ulicy znajdują się liczne zabytki, a sama ulica znajduje się w obrębie tzw. Dzielnicy Czterech Świątyń (także Dzielnica Czterech Wyznań, Dzielnica Wzajemnego Szacunku). Nazwa tego obszaru wywodzi się od faktu zlokalizowania w tym rejonie świątyń czterech wyznań, w tym między innymi położonego przy tej ulicy kościoła pw. św. Antoniego z Padwy, i współpracy tutejszych wspólnot. Z ulicą łączą się pasaże z lokalami gastronomicznymi i rozrywkowymi, np. pasaż Niepolda, Pokoyhof, a także przejście do ulicy Pawła Włodkowica, przy którym wewnątrz kwartału znajduje się inna z czterech świątyń – Synagoga Pod Białym Bocianem .

## Historia
Lokalizacja i przebieg ulicy w ramach Starego Miasta określały tę ulicę jako peryferyjną drogę ku murom miejskim. Po połowie XIV wieku była już gęsto zaludniona i stanowiła rdzeń dzielnicy tkaczy. Ówczesna zabudowa ulicy charakteryzowała się wytyczeniem dwóch rzędów zabudowy – pierwszy przy ulicy obejmował zabudowę mieszkalną, a drugi wewnętrzny rząd obejmował przeznaczenie gospodarcze, między innymi słodownie, ramy sukiennicze, ogrody. Była to zabudowa drewniana. W latach 1685–1692 (1680-1694) powstał przy ulicy św. Antoniego i Pawła Włodkowica zespół zabudowy, w którym mieścił się klasztor Franciszkanów Reformatorów i kościół, później własność elżbietanek, a po 1945 r. salezjanów. U schyłku średniowiecza, dzięki podniesieniu statusu majątkowego mieszkańców ulicy, drewnianą zabudowę zastępowano murowaną. Jednak część ówczesnej zabudowy została zniszczona wskutek wybuchu wieży prochowej.
Wieża ta była elementem fortyfikacji miejskich w okolicach dzisiejszego skrzyżowania ulicy Krupniczej i Pawła Włodkowica. W latach 40. XVIII wieku została przebudowana na magazyn prochu, a 21 czerwca 1749 r. zgromadzony tu materiał eksplodował w wyniku trafienia piorunem powodując śmierć 59–65 osób, raniąc 200–391 osób i niszcząc bądź uszkadzając okoliczną zabudowę (całkowicie zniszczonych zostało około 45 domów), w tym część zabudowy ulicy św. Antoniego.
Przed powstaniem Trasy W-Z, którą otwarto w 1974 r., ulica łączyła się z placem Bohaterów Getta.
W 1999 r. rozpoczęto na działce u zbiegu ulicy Kazimierza Wielkiego i ulicy św. Antoniego budowę, w ramach której w 2002 r. powstał budynek Wratislavia Tower o funkcji biurowej i kinowej z garażem wielostanowiskowym.

## Nazwy
W swojej historii ulica nosiła następujące nazwy:
- Hundegasse (Psia), od 1345 r. do 1718 r.[1][3]
- Antonienstrasse, od 1718 r. do 1945 r.[1][3][16], Antonigasse (potocznie)[3]
- św. Antoniego, od 1945 r.[1][2][3][16]

Wczesną nazwę ulicy – Psia – wiąże się z osiedlem tkaczy być może jako zaczerpnięcie z ówczesnej terminologii cechowej. Obie kolejne nazwy ulicy po 1718 r. wywodzą się od położonej przy tej ulicy świątyni pod wezwaniem św. Antoniego z Padwy. Współczesna nazwa ulicy została nadana przez Zarząd Miejski i ogłoszona w okólniku nr 63 z 1.09.1945 r. oraz nr 76 z 19.10.1945 r.

## Układ drogowy

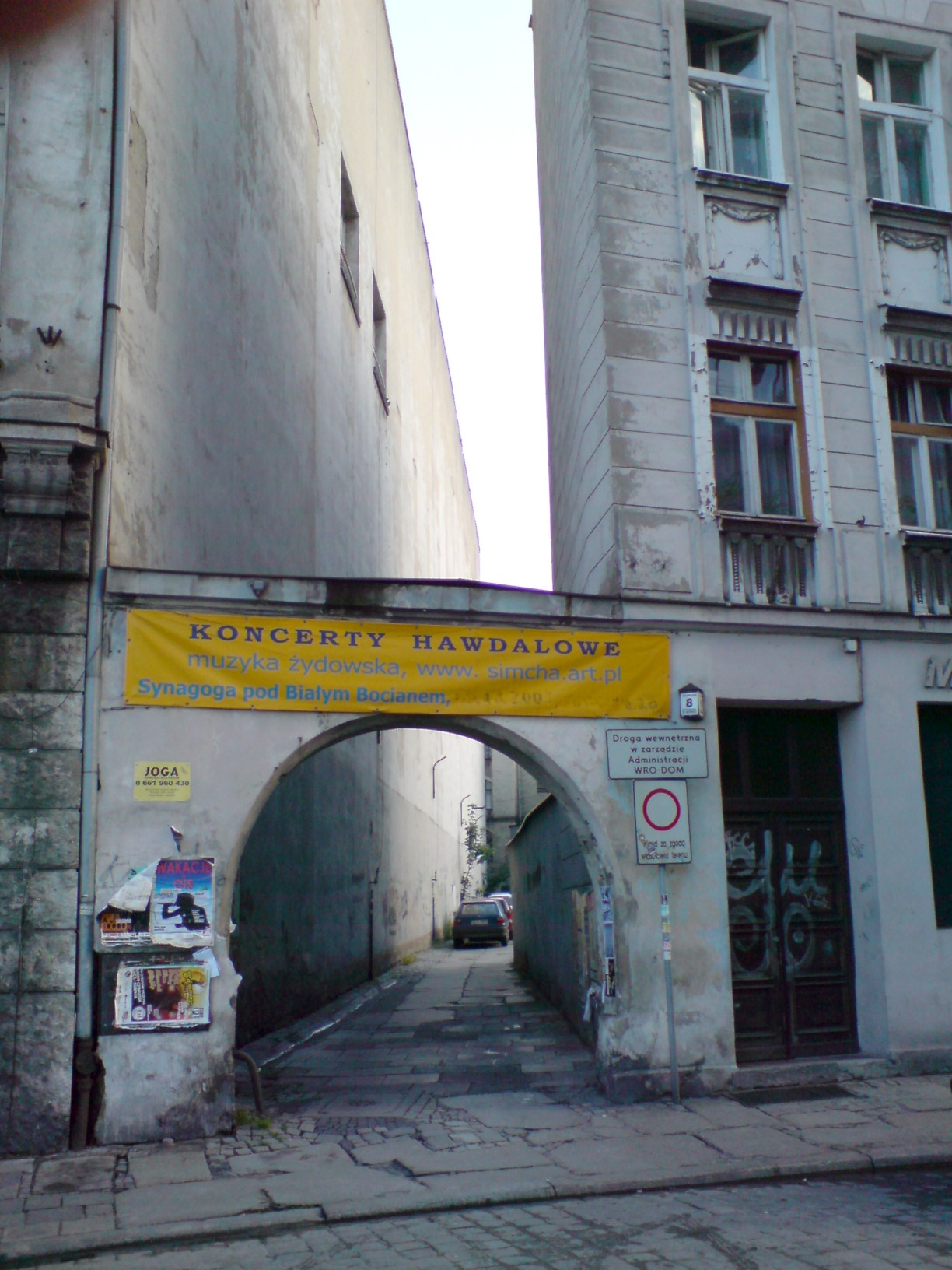
Przejście do ul. P. Włodkowica

Do ulicy przypisana jest droga gminna numer 105065D o długości 289 m klasy dojazdowej i szerokości w liniach rozgraniczających od 12 m do 14,5 m. Zajmuje 3854 m². Sama ulica jest jednokierunkowa, od ulicy Kazimierza Wielkiego w kierunku zachodnim do ulicy Pawła Włodkowica, a w jej ramach wyznaczono kontrapas rowerowy. Ulica objęta jest strefą ograniczenia prędkości do 20 km/h, oraz fragment Ścieżki kulturowej czterech świątyń.
Ulice i inne drogi powiązane z ulicą św. Antoniego:
- skrzyżowanie: ulica Kazimierza Wielkiego[2][25]
- włączenie do drogi publicznej: Pasaż Pokoyhof[26][27][28][29]
- włączenie do drogi publicznej: przejście do ulicy Pawła Włodkowica[20][29][30], ulica św. Antoniego 6[20][31], ścieżka kulturowa czterech świątyń[32][33]
- włączenie do drogi publicznej: Pasaż Niepolda[27][29][34],
- włączenie do drogi publicznej: przejazd bramowy, przebieg dodatkowy ścieżki kulturowej czterech świątyń, Dziedziniec Tolerancji[35]
- włączenie do drogi publicznej: droga wewnętrzna od ulicy Ruskiej[20][29][34], ulica św. Antoniego 21[20], ścieżka kulturowa czterech świątyń[32][35]
- skrzyżowanie: ulica Pawła Włodkowica[2][36].

Przedłużeniem ulicy dla pieszych, za ulicą Pawła Włodkowica i Promenadą Staromiejską (Bulwarem Tadka Jasińskiego) jest kładka św. Antoniego nad fosą miejska umożliwiająca dojście do ulicy Podwale.

## Zabudowa i zagospodarowanie
Ulica otoczona jest zarówno od strony południowej jak i północnej ciągłą zabudową pierzejową, na którą składają się zarówno budynki zabytkowe, jak i późniejsza zabudowa uzupełniająca. Tereny te położone są w obszarze zabudowy śródmiejskiej. Zabudowa ta uwzględnia także przejazdy i przejścia bramowe do wnętrz kwartałów, w tym pasaże, w których urządzono współcześnie zespoły lokali gastronomicznych, handlowych i rozrywkowych. Ponadto w ramach wyżej opisanych przejść wyznaczono także trasę Ścieżki kulturowej czterech świątyń oraz Dziedziniec Tolerancji.
W początkowym biegu ulicy znajduje się w pierzei północnej współczesny kompleks biurowy i kinowy mieszczący się w budynku Wratislavia Tower położonym przy ulicy Kazimierza Wielkiego 19–23, ulicy św. Antoniego 7–13 (pierwotnie kino Helios, następnie Kino Nowe Horyzonty, o adresie: ulica Kazimierza Wielkiego 19A–21). Budynek ma około 20 tysięcy m² powierzchni całkowitej i 18 tys. m² powierzchni użytkowej. Zajmuje 3059 tys. m² powierzchni zabudowy, a kubatura obiektu wynosi 122 000 m³. Obejmuje 11 kondygnacji nadziemnych i 3 kondygnacje podziemne. Wielostanowiskowy garaż podziemny zapewnia 180 miejsc postojowych.
Ulica kończy się skrzyżowaniem z ulicą Pawła Włodkowica, za którą przebiega Promenada Staromiejska biegnąca nad fosą miejską. W jej ramach na tym odcinku ustanowiono Bulwar Tadka Jasińskiego.
Obszar, przez który przebiega ulica, objęty jest rejonem statystycznym nr 933190, w ramach którego na dzień 31.12.2018 r. zameldowanych było 856 osób, a gęstość zaludnienia wynosiła 6118 osób na km². Teren, przez który przebiega ulica, położony jest na wysokości bezwzględnej pomiędzy 117 a 118 m n.p.m.

## Skwer spotkań
W początkowym biegu ulicy przy skrzyżowaniu z ulicą Kazimierza Wielkiego i wejściu do pasażu Pokoyhof, w miejscu niewielkiego parkingu, zbudowano w 2012 r. skwer spotkań na trasie ścieżki kulturowej czterech świątyń. Prace trwały do marca do czerwca 2012 r. i kosztowały około 500 tys. zł. Ustawiono tu między innymi rzeźbę „Kryształowa Planeta” autorstwa artystki Ewy Rossano. Ma ona formę dwumetrowej figury obejmującej postać dziewczyny w sukni inspirowanej kulą ziemską. Symboliczne oddanie ma jedności świata, mimo różnic religijnych i kulturowych, powiązane jest z przebiegającą tu w ramach Dzielnicy Czterech Wyznań ścieżką kulturową czterech świątyń   .

## Wrocławskie krasnale
Przy ulicy lub w jej najbliższym otoczeniu umieszczono następujące figurki wrocławskich krasnali:
- Kinoman Młodszy, ulica św. Antoniego 1, przed kinem na ul. Kazimierza Wielkiego, symbolizuje miłośnika sztuki filmowej[53]
- Krasnale tolerancji: saksofonista oraz krasnal z dreadami, w pasażu Pokoyhofa, ulica św. Antoniego 2/4, symbolizujące otwartość Wrocławia na różne kultury[54]
- Murarz, ulica św. Antoniego 23, na szyldzie Cechu Rzemiosł Budowlanych, cyt. z wielką kielnią w rączce czeka na kolejne zlecenie[55].

## Osie widokowe

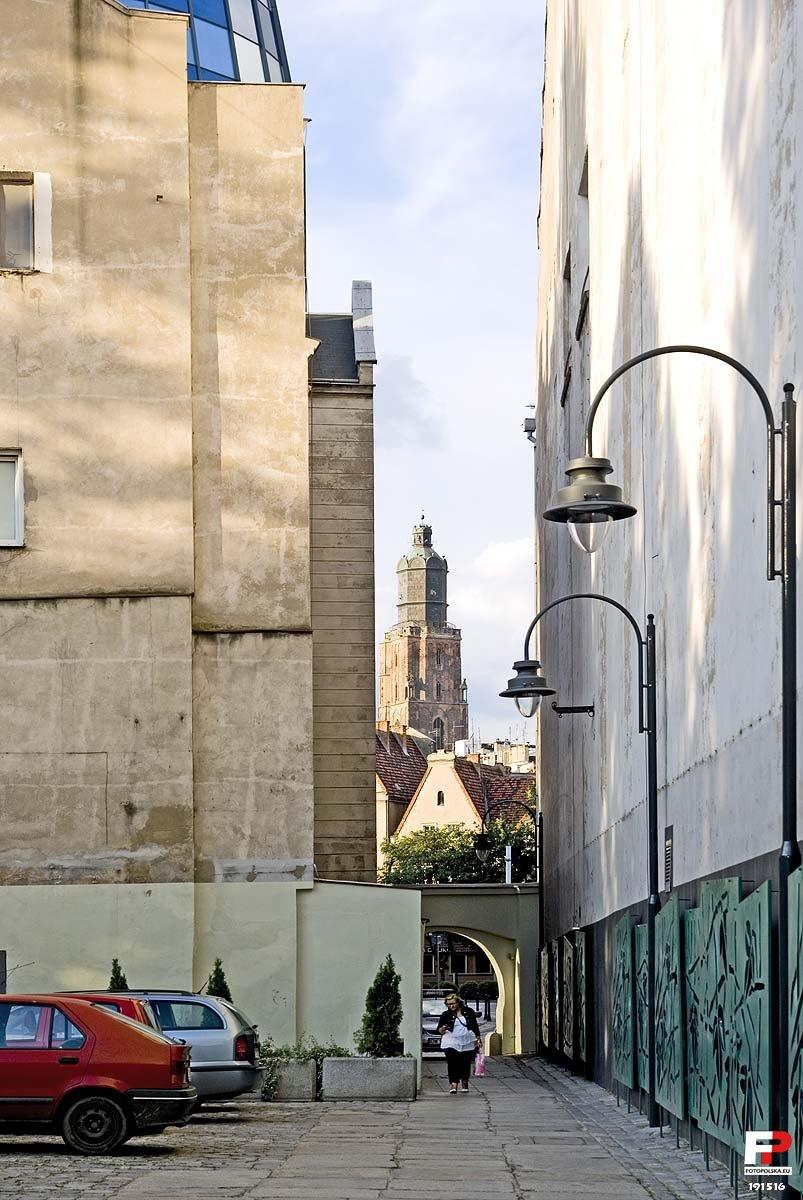
Oś widokowa na kościół św. Elżbiety, przejście przed przebudową

W ramach opracowań dotyczących tego obszaru ustalono ochronę między innymi następujących osi widokowych:
- z kładki św. Antoniego w kierunku ulicy św. Antoniego[56]
- wzdłuż ulicy św. Antoniego na całej długości w obu kierunkach[57]
  - zachowanie widoku w kierunku wschodnim na neogotycką fasadę obiektu Biblioteki Uniwersyteckiej,
  - zachowanie widoku w kierunku zachodnim na Promenadę Staromiejską
- wzdłuż ulicy Pawła Włodkowica w kierunku południowym poprzez ulicę św. Antoniego z zachowaniem widoku na zabytkowy budynek przy ulicy Pawła Włodkowica nr 18[58]
- wzdłuż przejścia od ulicy Pawła Włodkowica do ulicy św. Antoniego przy Synagodze pod Białym Bocianem[59] widok urbanistyczny na wieżę kościoła św. Elżbiety[60].

Ponadto wymaga się zachowania i uzupełnienia panoramy widokowej od strony Fosy Miejskiej z Promenady Staromiejskiej i od strony ulicy Kazimierza Wielkiego, oraz wykreowania publicznie dostępnych punktów widokowych na ostatniej kondygnacji wybranych obiektów.

## Iluminacje
Zarząd Dróg i Utrzymania Miasta w ramach swoich kompetencji utrzymuje iluminacje następujących obiektów przy ulicy św. Antoniego:
- rzeźba „Kryształowa Planeta”[65]
- kościoła św. Antoniego z Padwy[66].

## Ochrona i zabytki
Obszar, na którym położona jest ulica św. Antoniego, podlega ochronie w ramach zespołu urbanistycznego Starego Miasta z XIII-XIX wieku, wpisanego do rejestru zabytków pod nr. rej.: 196 z 15.02.1962 oraz A/1580/212 z 12.05.1967 r. Inną formą ochrony tych obszarów jest ustanowienie historycznego centrum miasta, w nieco szerszym obszarowo zakresie niż wyżej wskazany zespół urbanistyczny, jako pomnik historii  . Samo miasto włączyło ten obszar jako cenny i wymagający ochrony do Parku Kulturowego „Stare Miasto”, który zakłada ochronę krajobrazu kulturowego oraz uporządkowanie, zachowanie i właściwe kształtowanie krajobrazu kulturowego i historycznego charakteru najstarszej części miasta . Ochronie podlegają także różne elementy historycznego dziedzictwa kulturowego. Między innymi w jej ramach odtworzono historyczną nawierzchnię ulicy oraz znaczono w posadce trasę Ścieżki kulturowej czterech świątyń. Tereny w tym rejonie położone są w strefie ochrony konserwatorskiej oraz strefie ochrony konserwatorskiej zabytków archeologicznych oraz częściowo w obszarze rehabilitacji istniejącej zabudowy i infrastruktury technicznej. Ochronie podlegają także kamienne nawierzchnie ciągów pieszych i wnętrz urbanistycznych.
Przy ulicy i w najbliższym sąsiedztwie znajdują się następujące zabytki:
| obiekt, położenie | powstanie, nr rej.                                                                                        | foto |
| --- | --- | ---- |
| zamknięcie wschodniej osi widokowej | |      |
| Miejska Kasa Oszczędności i Biblioteka Miejska, następnie biblioteka Uniwersytetu Wrocławskiego ulica Karola Szajnochy 7-9                             | lata 1886-1891 (proj. R.Plüddemann) lata 1887-1891 A/2372/420/Wm z dnia 30.12.1982 r.                     |      |
| pierzeja południowa | |      |
| Pasaż Handlowy "Pokoyhof", ob. budynek handlowo-usługowy ulica św. Antoniego 2-4                                                                       | 1910 r., lata 1920-1925 r. gez, mpzp                                                                      |      |
| Kamienica, ulica św. Antoniego 8 | około 1700 r., 2 połowa XIX wieku, 1905 r. (1700 r.), lata 1861-1874, 1905 r. A/1589 z dnia 12.02.2010 r. |      |
| Kamienica, ulica św. Antoniego 12 | 1888 r. A/1350 z dnia 29.09.2009                                                                          |      |
| Kamienica z usługowym przyziemiem ulica św. Antoniego 14                                                                                               | około 1825 r. gez, mpzp                                                                                   |      |
| Kamienica, ulica św. Antoniego 16 | około 1905 r. lata 1902-1904 A/1352 z dnia 28.09.2009 r.                                                  |      |
| Kamienica, ulica św. Antoniego 22 | ok. 1880 r. 1853 r. A/1353 z dnia 28.09.2009 r.                                                           |      |
| Kamienica mieszczańska, w latach 1848-1945 klasztor ss. Elżbietanek – szpital, dom starców, obecnie budynek mieszkalno-biurowy, ulica św. Antoniego 26 | XVI wiek, koniec XVIII wieku, po 1848 r. przebudowa koniec XVIII wieku A/2705/263 z dnia 30.12.1970 r.    |      |
| Kamienica mieszczańska, w latach 1930-1945 klasztor ss. Elżbietanek - szpital, ob. budynek mieszkalno-biurowy, ulica św. Antoniego 28                  | XVI wiek, koniec XVIII wieku, około połowy XIX wiek początek XVIII wieku A/2704/264 z dnia 30.12.1970 r.  |      |
| Klasztor Sióstr Elżbietanek, ob. w części klasztor oo. Paulinów, część nieużytkowana, ulica św. Antoniego 30; ulica Pawła Włodkowica 15-17             | XVII wiek, XIX wiek XVIII wiek, po 1945 r. 25 z dnia 28.11.1949 r. oraz A/2703/190 z dnia 15.02.1962 r.   |      |
| Kościół klasztorny pw. św. Antoniego z Padwy, obecnie rzymskokatolicki pw. św. Antoniego z Padwy parafii pw. św. Mikołaja, ulica św. Antoniego 32      | lata 1680-1692, remont lata 80. XX wiek A/1297/18 z dnia 28.11.1947 r. i z dnia 23.10.1961 r.             |      |
| Dom kapelana klasztornego, plebanii, obecnie kancelarie prawne, ulica św. Antoniego 34                                                                 | około 1700 r. XVIII wiek, po 1945 r. A/2702/265 z dnia 30.12.1970 r.                                      |      |
| Kamienica, obecnie budynek mieszkalny z usługowym przyziemiem, ulica św. Antoniego 36-38                                                               | 1899 r. gez, mpzp                                                                                         |      |
| Kamienica, obecnie budynek mieszkalny z usługowym przyziemiem, ulica św. Antoniego 40                                                                  | 1900 r. gez, mpzp                                                                                         |      |
| Kamienica "Pod Złotym Młotkiem", ob. budynek mieszkalno-usługowy, ulica Pawła Włodkowica 27                                                            | około 1870 r., lata 60. XX wiek (remont, odbudowa) gez, mpzp                                              |      |
| zamknięcie zachodniej osi widokowej | |      |
| Promenada Staromiejska (wzdłuż Fosy Miejskiej, w miejscu dawnych fortyfikacji obronnych)                                                               | po 1807 r., proj. 1813 r. (J.F.Knorr) gez, mpzp                                                           |      |
| pierzeja północna | |      |
| Pasaż Niepolda (część pd. i wsch.), ob. pasaż handlowy – kluby ul. św. Antoniego 15 / ul. Ruska 51a, 51b                                               | 1904 r. 1903-1905 A/2477/482/Wm z dnia 16.07.1992 r.                                                      |      |
| Zespół budowlany domu handlowego Niepolda, ob. zespół budowlany "Pasażu Niepolda", ul. św. Antoniego 15 / ul. Ruska 51, 51a, 51b                       | lata 1903-1905 (proj. L. Schlesinger) gez, mpzp                                                           |      |
| Kamienica z usługowym przyziemiem, ul. św. Antoniego 23                                                                                                | około 1880 r. gez, mpzp                                                                                   |      |
| Kamienica z usługowym przyziemiem, ul. św. Antoniego 25                                                                                                | około 1870 r. gez, mpzp                                                                                   |      |
| Kamienica z usługowym przyziemiem, ul. św. Antoniego 31                                                                                                | około 1870 r. gez, mpzp                                                                                   |      |
| Oficyna mieszkalna, obecnie budynek mieszkalny, ul. św. Antoniego 33                                                                                   | 1692 r., lata 80. XX wiek remont A/4037/189 z dnia 15.02.1962 r.                                          |      |